# 内纳德·佩鲁尼契奇
内纳德·佩鲁尼契奇（1971年5月1日—），塞尔维亚男子手球运动员。他曾代表南联盟参加2000年夏季奥林匹克运动会手球比赛，结果获得第四名。